# Johnny Kapahala: Back on Board
Johnny Kapahala: Back on Board é um filme produzido pela Disney Channel no ano de 2007, sendo o sucessor do filme Johnny Tsunami e protagonizado por Brandon Baker como Johnny Kapahala.

## Sinopse
Johnny Kapahala (Brandon Baker), jovem campeão de snowboarding em Vermont, volta ao Havaí para o casamento do avô, uma lenda do surfe. Mas, além de dar uma mão ao avô numa disputa comercial, acaba tendo de ajudar o enteado dele a adaptar-se à nova família.

## Elenco
- Brandon Baker como Johnny Kapahala
- Cary-Hiroyuki Tagawa como John "Tsunami" Kapahala
- Kirsten Storms como Carly Jones
- Jake T. Austin como Christopher "Chris" Halley
- Cesar Ivy como Andrew Halley
- Lil' JJ como Samuel "Sam" Sterling
- Rose McIver como Valerie "Val" Kapahala
- Phil Brown como Troy
- Andrew James Allen como Jared Monroe
- Thomas Newman como Pete Kapahala
- Nick Jonas como Todd (Participação Especial)

## DVD
O DVD do filme foi lançado em 8 de Outubro de 2007.